# Lanxi
Pour les articles homonymes, voir Lanxi (homonymie).

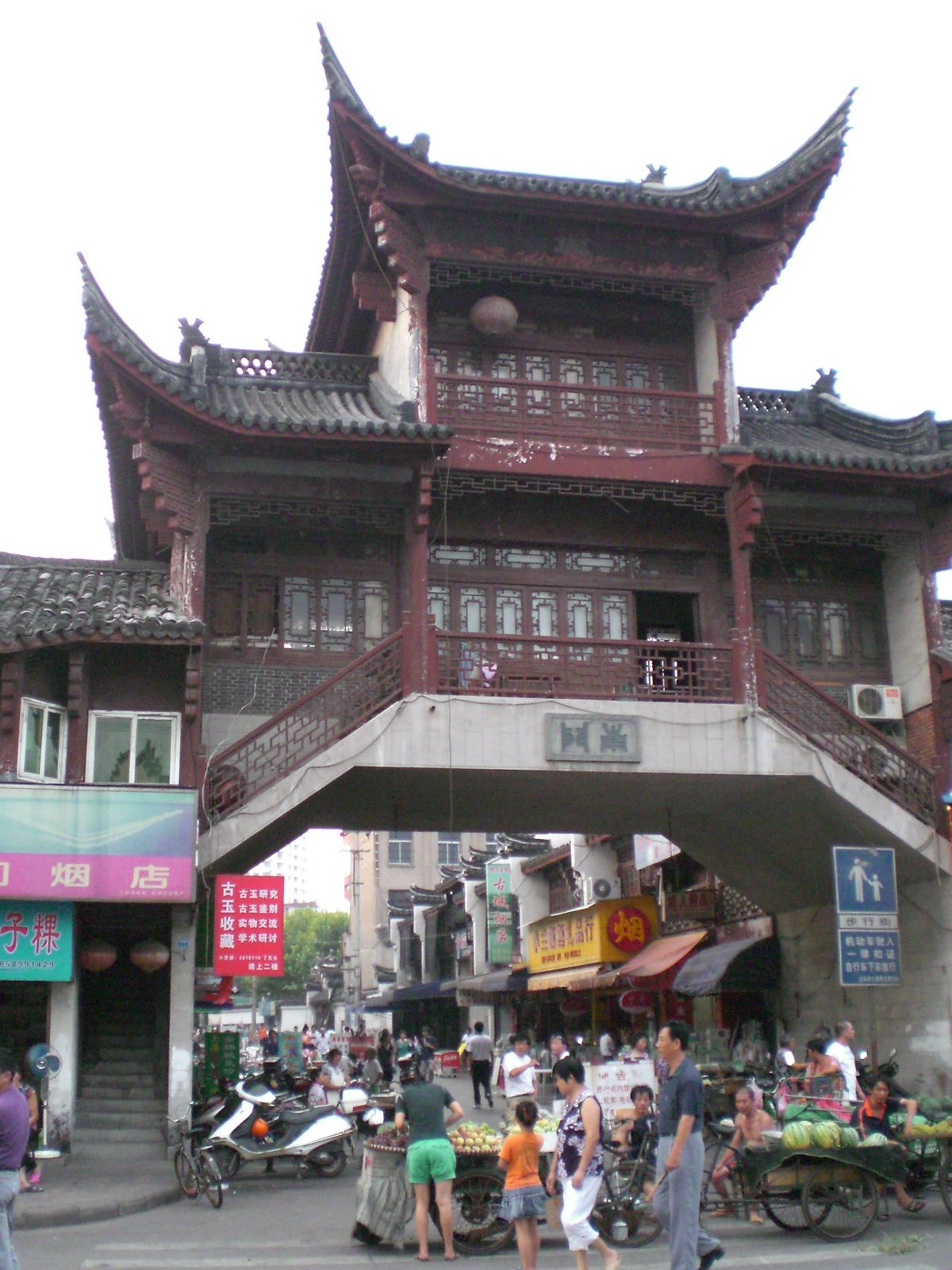
porte du sud (Nanmen), Lanxi

Lanxi (兰溪 ; pinyin : Lánxī) est une ville de la province du Zhejiang en Chine. C'est une ville-district placée sous la juridiction administrative de la ville-préfecture de Jinhua.

## Démographie
La population du district était de 660 524 habitants en 1999.

## Culture
Cette municipalité comporte le Jardin du grain de moutarde (芥子园, Jièzǐ yuán), célèbre pour le Jièzǐyuán huàzhuàn (芥子園畫譜/芥子园画, Précis de peinture du jardin de moutarde), ouvrage de référence de la peinture chinoise.